# Tökéletes katona 3. – Egy új kezdet
A Tökéletes katona 3. – Egy új kezdet (eredeti cím: Universal Soldier: Regeneration) 2009-ben készült amerikai sci-fi/akciófilm, melyet John Hyams rendezett, a Tökéletes katona – A visszatérés alternatív folytatása, amely figyelmen kívül hagyja az 1999-es Tökéletes katona mozis folytatásának eseményeit: A visszatérést és az 1998-ban készült két televíziós folytatást. A főszerepet Jean-Claude Van Damme, Dolph Lundgren és Andrei Arlovski alakítja. A Tekken sztárja, Jon Foo a filmben a négy UniSol katona egyikeként tűnik fel. 
Elkészítették a film következő és egyben utolsó részét Tökéletes katona: A leszámolás napja címmel, amit 2012-ben mutattak be, amelyben Scott Adkins alakítja a főszerepet, míg Van Damme, Lungren és Arlovski negatív szerepeket játszanak.
Az Amerikai Egyesült Államokban kizárólag DVD-n adták ki 2010. február 2-án, Magyarországon 2010. szeptember 28-án jelent meg.
A projektet a Közel-Keleten, Délkelet-Ázsiában és a világ néhány más részén is bemutatták. Általánosságban vegyes kritikákat kapott az értékelőktől, és a mozikban 844 000 dolláros bevételt ért el a 9 millió dolláros gyártási költségvetésével szemben.

## Történet
Topov parancsnok (Zahari Baharov) vezette terroristák egy csoportja elrabolja az ukrán miniszterelnök fiát és lányát, akiket túszként tartanak fogva, és azt akarják, hogy 72 órán belül engedjék szabadon bebörtönzött társaikat. Emellett átvették a működésképtelen csernobili atomerőművet, és azzal fenyegetőznek, hogy felrobbantják, ha nem teljesítik követeléseiket. Kiderül, hogy a terroristák soraiban van egy kísérleti újgenerációs UniSol katona (NGU) (Andrei Arlovski), amelyet a szélhámos tudós, Dr. Robert Colin (Kerry Shale) csempészett be. Az amerikai erők csatlakoznak az ukrán hadsereghez az erőműnél, de gyorsan visszavonulnak, amikor az NGU könnyedén lemészárolja a legtöbbjüket. Dr. Richard Porter (Garry Cooper), Dr. Colin egykori munkatársa a Tökéletes Katona programban, négy UniSolt éleszt újra, hogy leszámoljanak az NGU-val, de mindegyiket likvidálja.
Az egykori UniSol katona Luc Deveraux-t (Jean-Claude Van Damme), aki Svájcban rehabilitációs terápián vesz részt Dr. Sandra Fleming (Emily Joyce) segítségével azzal a céllal, hogy újra bekapcsolódjon a társadalomba, a hadsereg pedig visszavegye, hogy részt vegyen a küldetésben. A határidő lejártához közeledve a miniszterelnök bejelenti a foglyok szabadon engedését. A terroristák, mivel megkapták, amit akartak, örülnek, és kikapcsolják a bombát. Dr. Colin azonban nem elégedett a végeredménnyel, mivel úgy érzi, hogy az ő részét nem kapta meg az üzletben. Mivel az NGU-t úgy programozták, hogy ne ártson a terroristáknak, Dr. Colin felszabadítja a második UniSol katonát: Andrew Scott (Dolph Lundgren) – Deveraux nemezisének klónozott és továbbfejlesztett változatát, aki gyorsan végez Topov parancsnokkal. Dr. Colin azonban nem számolt Scott mentális instabilitásával, és saját teremtménye végez vele. Scott ezután újra aktiválja a bombát, mielőtt elindul a gyerekek levadászására.
A káosz közepette Kevin Burke kapitányt (Mike Pyle) küldik, hogy beépüljön az üzembe és megmentse a miniszterelnök gyermekeit. Sikerül megtalálnia őket, és biztonságba helyezi őket. Kifelé menet találkoznak az NGU-val. A gyerekek elmenekülnek, miközben Kevin hiába próbálja feltartóztatni az NGU-t, aki egy brutális küzdelem után halálra szúrja.
Mivel a bomba időzítőjéből még 30 perc van hátra, az újrakondicionált Lucot felszerelik és az üzembe küldik, ahol minden terroristát megöl, akivel találkozik. Átkutatja az épületeket, és megtalálja a Scott által sarokba szorított gyerekeket. Scott, akinek halvány emlékei vannak Lucról, éppen meg akarja ölni a gyerekeket, de Luc megtámadja őt, és kimerítő küzdelem veszi kezdetét. A végén Luc egy ólomcsővel felnyársalja Scott homlokát, majd egy sörétes puskával keresztüllövi, és szétloccsantja az agyát.
Miközben Luc biztonságba kíséri a gyerekeket, az NGU megtámadja őket. Luc és az NGU a bomba helyszínére viszi a harcot, és kevesebb mint két perc van hátra a robbanásig. A közelharc során Luc eltávolítja a detonátort, és beleszúrja az NGU egyenruhájának hátába, miközben mindketten kiugranak a reaktorkamrából. Az NGU lerántja a detonátort a hátáról, amikor az felrobban, és vele együtt meghal ő is. Az amerikai katonák gyorsan a helyszínre érkeznek, és gondoskodnak a gyerekekről, miközben Luc távozik. Kevin holttestét egy fekete zsákba teszik és elviszik, valamint az NGU összeszedett darabjait.
A virginiai Langleyben Kevin testét egy kriogén kamrában tárolják, mint egy új UniSol, a belőle készült több klónnal együtt.

## Szereplők
| Szerep            | Színész                  | Magyar hang            |
| ----------------- | ------------------------ | ---------------------- |
| Luc Deveraux      | Jean-Claude Van Damme    | Jakab Csaba            |
| Andrew Scott      | Dolph Lundgren           | Sinkovits-Vitay András |
| KGU               | Andrei Arlovski          | Magyar Bálint          |
| Ivana             | Violeta Markovska        | Molnár Ilona           |
| John Coby ezredes | Corey Johnson            | Juhász György          |
| Topov parancsnok  | Zahary Baharov           | Viczián Ottó           |
| Dr. Porter        | Gary Cooper              | Rosta Sándor           |
| Boris tábornok    | Aki Avni                 | Crespo Rodrigo         |
| Dr. Colin         | Kerry Shale              | Szacsvay László        |
| Miles             | Kristopher Van Varenberg | Hegedüs Miklós         |

## Megjelenés
A filmet 2009. október 1-jén mutatták be a Fantastic Festen az austini Texasban (Egyesült Államok).
A film 2010. január 7-én került a mozikba Izraelben, majd január 8-án a Fülöp-szigeteken, január 27-én Bahreinben és az Egyesült Arab Emírségekben, január 28-án Malajziában és Szingapúrban. Egy hónappal később, 2010. március 25-én Libanonban, 2010. március 31-én Jordániában, 2010. június 26-án pedig Japánban mutatták be.
A film hivatalosan 2010. február 2-án jelent meg az Egyesült Államokban közvetlenül DVD-n és Blu-rayen. Február 9-én Brazíliában, április 5-én az Egyesült Királyságban, május 4-én pedig Franciaországban és Németországban jelent meg.

## Folytatás
2010 májusában jelentették be, hogy Van Damme és Lundgren visszatérnek a hatodik részhez. Tökéletes katona: A leszámolás napja lett az első olyan film a sorozatban, amelyet 3D-ben forgattak. John Hyams rendezőként is visszatért.

## Fordítás
- Ez a szócikk részben vagy egészben  az   Universal Soldier: Regeneration című angol Wikipédia-szócikk fordításán alapul.  Az eredeti cikk szerkesztőit annak laptörténete sorolja fel. Ez a jelzés csupán a megfogalmazás eredetét és a szerzői jogokat jelzi, nem szolgál a cikkben szereplő információk forrásmegjelöléseként.